# غرباء رائعون (فلم)
غرباء رائعون  (بالإنجليزية: Perfect Strangers) هو فيلم دراما تم إنتاجه في المملكة المتحدة وصدر في سنة 1945.

## بطولة
- روبرت دونات
- ديبورا كير

### ترشيحات وجوائز
| السنة | الحدث          | الفئة    | النتيجة  |
| ----- | -------------- | -------- | -------- |
|       | جائزة الأوسكار | أفضل قصة | فـــــوز |

## وصلات خارجية
- مقالات تستعمل روابط فنية بلا صلة مع ويكي بيانات